# Octombrie 1992
Acest articol este generat integral pe baza informațiilor din articolul 1992 și este actualizat periodic de un robot.
 Editările făcute în articol vor fi șterse la următoarea actualizare! Dacă doriți să faceți modificări, editați articolul-sursă.

ianuarie -
februarie -
martie -
aprilie -
mai -
iunie -
iulie -
august -
septembrie -
octombrie -
noiembrie -
decembrie
Octombrie 1992 a fost a zecea lună a anului și a început într-o zi de joi.

## Evenimente
- 1 octombrie: Regele muzicii pop, Michael Jackson, a concertat în România, pe stadionul „Lia Manoliu”, în fața a 70.000 de fani.
- 11 octombrie: Ion Iliescu (FDSN) câștigă alegerile prezidențiale, în al 2-lea scrutin, cu 61,43% și obține un mandat de patru ani surclasându-l pe Emil Constantinescu 38,57%.

## Nașteri
- 1 octombrie: Leilani Leeane, actriță porno americană
- 2 octombrie: Alisson Ramses Becker, fotbalist brazilian (portar)
- 4 octombrie: Adrian Mărkuș, fotbalist român
- 5 octombrie: Mercedes Lambre, actriță argentiniană
- 6 octombrie: Ibrahima Camara (Ibrahima Sory Camara), fotbalist guineean
- 8 octombrie: Pablo Gil, fotbalist spaniol
- 11 octombrie: Cardi B (n. Belcalis Marlenis Almánzar), cântăreață americană
- 12 octombrie: Josh Hutcherson, actor american
- 13 octombrie: Shelby Rogers, jucătoare de tenis americană
- 14 octombrie: Mariana Costa, handbalistă braziliană
- 15 octombrie: Mathias Amunyela, boxer namibien
- 16 octombrie: Kostas Fortounis, fotbalist grec
- 16 octombrie: Viktorija Golubic, jucătoare de tenis elvețiană
- 17 octombrie: Louise Burgaard, handbalistă daneză
- 17 octombrie: Nanami Sakuraba, actriță japoneză
- 19 octombrie: Lil Durk, rapper american din Illinois
- 20 octombrie: Mattia De Sciglio, fotbalist italian
- 21 octombrie: Marzia Bisognin, youtuberiță italiană
- 21 octombrie: Marzia Kjellberg, scriitoare, youtuberiță și creatoare de modă italiană
- 21 octombrie: CutiePieMarzia, youTuber italian
- 22 octombrie: Sofia Vassilieva, actriță americană
- 22 octombrie: 21 Savage, rapper britanic
- 23 octombrie: Eduard Romaniuta, cântăreț ucrainean
- 23 octombrie: Álvaro Morata (Álvaro Borja Morata Martín), fotbalist spaniol (atacant)
- 24 octombrie: Florian Kainz, fotbalist austriac
- 24 octombrie: Thelma Fardin, actriță argentiniană
- 25 octombrie: Sulley Muniru, fotbalist ghanez
- 27 octombrie: Stephan Kareem El Shaarawy, fotbalist italian (atacant)
- 27 octombrie: Sun Wei, scrimer chinez
- 31 octombrie: Vasile Mogoș, fotbalist român
- 31 octombrie: Dario Melnjak, fotbalist croat
- 31 octombrie: Evgenija Franz, handbalistă germană

## Decese
Zoltán Lajos Bay, 92 ani, fizician maghiar (n. 1900)
Willy Brandt (n. Herbert Ernst Karl Frahm), 79 ani, politician german, cancelar al Germaniei (1969-1974), laureat al Premiului Nobel (1971), (n. 1913)
Shirley Booth (n. Marjory Ford), 94 ani, actriță americană (n. 1898)
Nicolae Caratană, 78 ani, poet român (n. 1914)
Ernst Hartmann, 76 ani, medic german (n. 1915)
Amita Bhose, 59 ani, important eminescolog indian, traducătoare a lui Mihai Eminescu în limba bengali (n. 1933)
Leonida Neamțu, 58 ani, scriitor român (n. 1934)
Ivan Svitlîcinîi, poet ucrainean, disident (n. 1929)
Alexandru Stark, 60 ani, jurnalist român (n. 1931)
Doina Aldea Teodorovici, cântăreață română (n. 1958)
Ion Aldea Teodorovici, muzician moldovean (n. 1954)